# Cerkveni odpustki
Odpustek v katolištvu pomeni delno ali popolno odpuščanje časne kazni v vicah za že odpuščene grehe. Glede na to poznamo delne in popolne odpustke. Odpustki so del katoliškega nezmotljivega nauka; ta nauk se ne more spremeniti.
S spovedjo vernik ponovno stopi v občestvo z Bogom, reši se krivde in večnih kazni, toda časne kazni, ki se navezujejo na očiščevanje duše v vicah, ostanejo. Šele ko bo grešnik odslužil časne kazni v vicah, mu bo odprta pot v nebesa, saj mora popolnoma sleči "starega človeka" in obleči "novega" (prim. Ef 4, 24). Pomembno se je zavedati, da odpustek ne odpušča grehov, ampak kazen za grehe. Vsak odpustek torej predpostavlja predhodno kesanje (za male grehe) ali spoved (za smrtne grehe).

## Katoliški nauk o grehu
Za pravilno razumevanje odpustkov je treba najprej poznati katoliški nauk o grehu. Rimskokatoliška cerkev loči dve vrsti grehov. Večji grehi, imenovani tudi smrtni grehi, so dejanja premišljenega, zavestnega in tehtnega zavračanja Boga, ki popolnoma prekinejo človekovo vez z Bogom. Take osebe, če se ne spokorijo, čaka večna kazen – pekel (odpustek takšne kazni ne more odpustiti). Manjši grehi človeka le oddaljijo od Boga. Vernik lahko ponovno vzpostavi vez z Bogom, če se grehov pokesa in gre k zakramentu sprave, spovedi, ki ji sledi trden sklep poboljšanja in molitev pokore. 

## Podeljevanje odpustkov
Odpustki pomenijo možnost skrajšanja ali izničitev časa, ki bi ga moral grešnik prebiti v vicah. Cerkev podeljuje odpustke vernikom, ki opravijo določeno molitev, romanje, ali drugo pobožno dejanje (pred tem pa mora vernik prejeti tudi zakrament svete pokore oz. spovedi) kot posredovalka pri Bogu v skladu z naukom o preobilnih zaslugah Kristusa in svetnikov.
V nekaterih, zlasti starejših molitvenikih so pri molitvah navedeni tudi ustrezni odpustki, koliko dni v vicah je grešniku odpuščenih in kdo jih je podelil (kateri papež).
Popolni odpustek podeljuje Cerkev tudi ob različnih posebnih priložnostih. Papež Janez Pavel II. je (na primer) želel poživiti pobožnost čaščenja najsvetejšega zakramenta, zato je podelil popolni odpustek vsem tistim, ki pozorno in pobožno prisostvujejo svetemu opravilu v čast najsvetejšemu zakramentu, slovesno izpostavljenemu v monštranci ali shranjenemu v tabernaklju. Popoln odpustek lahko prejmejo tudi umirajoči, če so v življenju molili in imajo prav naravnano srce; v primeru, da pa je prisoten duhovnik pa velja kot popoln odpustek tudi njegov blagoslov.

### Pogoji za prejem odpustka
Za pridobitev popolnega odpustka mora vernik:
- izkazati iskren namen, da ga želi prejeti,
- biti v stanju božje milosti in brez greha,
- prejeti zakrament spovedi (nekaj dni prej ali potem),
- prejeti obhajilo na dan odpustka,
- moliti po papeževem namenu (npr. vero, očenaš in zdravamarijo).

Vernik lahko delni odpustek pridobi z dobrimi deli usmiljenja in ljubezni, molitvijo, branjem Svetega pisma, romanjem ipd.

## Zgodovina
V določenem obdobju je prišlo v navado, da so premožnejši ljudje plačevali molilce, ki so namesto njih molili molitve, predpisane za odpustek. To se je na nekaterih področjih kljub prepovedi razvilo v prodajanje odpustkov za denar, kar je sprožilo ostre reakcije navadnih (revnih) ljudi, nazadnje pa pripeljalo do začetka protestantizma. Odpustek se lahko pridobi tudi pri dejanjih podpiranja Cerkve, toda gmotni prispevek sam po sebi ni vzrok za odpustek; šteje namreč kot dobro delo. Pri tem delu odpustkov je prihajalo tudi do največ zlorab. Nauk o odpustkih ima po katoliškem nauku izvor v Svetem pismu, odpustki pa so se uporabljali že stoletja pred pojavom protestantizma.
V letu 1567 je odlok papeža Pija V., ki je sledil Tridentinskemu koncilu, ponovno prepovedal prodajanje odpustkov za denar oziroma sploh kakršno koli povezavo odpustkov z denarnimi zadevami (prepovedal je tudi povezavo odpustkov s prostovoljnimi prispevki in miloščino), poleg tega pa je tudi prepovedal podeljevanje odpustkov vnaprej (za grehe, ki še niso bili storjeni).